# Fallout
| Recensioner     | Recensioner     |
| Recensionsbetyg | Recensionsbetyg |
| Publikation     | Betyg           |
| --------------- | --------------- |
| Gamespot        | [ 1 ]           |

Fallout: A Post Nuclear Role-Playing Game (tidigare känt som Vault 13: A GURPS Post-Nuclear Adventure och Fallout: A GURPS Post-Nuclear Adventure) är den första delen i Fallout-serien och släpptes den 30 september 1997, där demoversionen av spelet släpptes den 26 april 1997. I demoversionen kan man enbart spela som Max Stone och den enda plats man kan besöka är Scrapheap (en plats som inte finns med i den riktiga versionen av spelet). Spelet är utvecklat av Black Isle Studios och utgivet av Interplay Entertainment.

## Handling

### Bakgrund
Huvudpersonen kommer från en underjordisk bunker som heter Vault 13 där de människor som har blivit utvalda samlats i ett skyddat samhälle före kriget. Krigets förflutna började med att Kina invaderade Alaska några år efter starten av det så kallade "resource wars" som varade mellan april 2052 och den 23 oktober 2077. Efter flera års konflikt tills den 23 oktober 2077 släpptes atombomber över hela Nordamerika. Ingen vet vem det var som började, varken om det var Kina eller USA. Den hemligheten kommer att vara begravd under jorden resten av människans historia.

### Synopsis
Historien tar sin början år 2161 när utrustningen för att rena vatten i bunkern har gått sönder. Spelarens första (man spelar som en karaktär vid namn Vault Dweller) huvuduppdrag går ut på att hitta ett vattenchip till vattenreningsutrustningen så att Vault 13 kan räddas. Spelaren blir den tredje person (Två tidigare personer skickades ut, en som ligger död utanför Vault 13 och en som blivit mutant) som får tillstånd att lämna valvet. Tiden är begränsad till 150 dagar (Kan utökas med 100 dagar om man låter vattenhandlare i Staden Hub gå dit med vatten på deras dagliga runda.), sen tar vattnet slut i valvet och konsekvenserna blir ödesdigra.
Spelaren beger sig därefter till olika städer i ett postapokalyptiskt Kalifornien. När spelaren slutligen får tag på ett vattenreningschip och återvänder till Vault 13 avlägger man samtidigt en rapport på hur läget ser ut på jordytan för valvets ledare (The Overseer). Overseer är missnöjd med det stundande mutanthotet och ger därför order om att spelaren ska utrota alla mutanter. Till sin hjälp har spelaren The Brotherhood of Steel, som även de ser att alla mutanter i Kalifornien utrotas. I den första versionen av spelet begränsades spelaren till 500 dagar för att avklara mutanthotet, men begränsningen togs senare bort i version 1.1 på grund av att möjligheterna till att slutföra alla sidouppdrag i normal takt var minimala.

## Utveckling
I en intervju med Brian Fargo, en av grundarna av Interplay Entertainment, förklarade han att Fallout var en uppföljare till Wasteland, som hade utvecklats av Interplay och lanserats av Electronic Arts under 1988. Fargo hade svårt att få rättigheterna till Wasteland, vilket gjorde att idén till Fallout föddes. Arbetslaget (som bestod av bland annat Tim Cain, Leonard Boyarsky och Jason D. Anderson) sattes ihop; Fargo poängterade att Fallout utvecklades helt av Interplay och att det inte fanns någon hemlig part som gjorde delar av utvecklingen åt dem.

## Mottagande och utmärkelser
När tidskriften Super Play år 2003 utnämnde sina hundra bästa spel genom tiderna hamnade Fallout på plats 84.
Fallout var ett av spelen som var med i konstutställningen The Art of Video Games på Smithsonian American Art Museum under 2012.